# Caja Rural-Seguros RGA/2013
Deze pagina geeft een overzicht van de Caja Rural-Seguros RGA wielerploeg in 2013. Het team kwam uit op het procontinentale niveau.

## Algemeen
Sponsors: Caja Rural, Seguros RGA
Algemeen manager: Juan Manuel Hernandez Eskisabel
Ploegleiders: Eugenio Goikoetxea Urreaga, G. Prego Dominguez
Fietsmerk: ViVelo

## Renners
| Naam                    | Geboortedatum | Nationaliteit | Ploeg 2012                                      |
| ----------------------- | ------------- | ------------- | ----------------------------------------------- |
| Javier Aramendia        | 05-12-1986    | Spanje        |                                                 |
| David Arroyo            | 07-01-1980    | Spanje        | Team Movistar                                   |
| André Cardoso           | 03-09-1984    | Portugal      |                                                 |
| Manuel Cardoso          | 07-04-1983    | Portugal      |                                                 |
| Karol Domagalski        | 09-08-1989    | Polen         |                                                 |
| Ramón Domene            | 02-01-1990    | Spanje        | Androni Giocattoli-Serramenti PVC Diquigiovanni |
| Rubén Fernández         | 01-03-1991    | Spanje        | Neo                                             |
| Fabricio Ferrari        | 03-06-1985    | Uruguay       |                                                 |
| Omar Fraile             | 17-07-1990    | Spanje        | Orbea Continental                               |
| Marcos García           | 04-12-1986    | Spanje        |                                                 |
| Yelko Marino Gomez      | 09-03-1989    | Panama        |                                                 |
| Francesco Lasca         | 29-03-1988    | Italië        |                                                 |
| Franscico Javier Moreno | 10-04-1989    | Spanje        | Androni Giocatolli                              |
| Josué Moyano            | 15-02-1989    | Argentinië    |                                                 |
| Danail Petrov           | 05-02-1978    | Bulgarije     |                                                 |
| Antonio Piedra          | 10-10-1985    | Spanje        |                                                 |
| Amets Txurruka          | 10-11-1982    | Spanje        | Euskaltel-Euskadi                               |
| Ivan Velasco            | 07-02-1980    | Spanje        | Euskaltel-Euskadi                               |

## Belangrijke overwinningen
Ronde van La Rioja
Winnaar: Francesco Lasca
Ronde van het Baskenland
Bergklassement: Amets Txurruka
Ronde van Asturië
1e etappe: Amets Txurruka
Eindklassement: Amets Txurruka
Ronde van Portugal
5e etappe: Manuel Cardoso
Puntenklassement: Manuel Cardoso
Ronde van de Toekomst
4e etappe: Rubén Fernández
Eindklassement: Rubén Fernández
2010 · 2011 · 2012 · 2013 · 2014 · 2015 · 2016· 2017· 2018· 2019 · 2020· 2021· 2022 · 2023 · 2024 · 2025